# Epinephelus perplexus
Epinephelus perplexus es una especie de peces de la familia Serranidae en el orden de los Perciformes.

## Morfología
• Los machos pueden llegar alcanzar los 46,5 cm de longitud total.

## Distribución geográfica
Se encuentra en Queensland (Australia ).